# پرل (میسیسیپی)
پرل (به انگلیسی: Pearl) شهری در ایالت میسیسیپی کشور ایالات متحده آمریکا است که جمعیت آن در سرشماری سال ۲۰۱۰ میلادی، ۲۵٬۰۹۲
نفر بوده‌است.